# Antiga Fàbrica Roca Umbert
L'antiga Fàbrica Roca Umbert és un conjunt arquitectònic format per les construccions industrials que es conserven l'empresa Roca Umbert S.A. va tenir a Granollers (Vallès Oriental) des de 1904 fins a 1978. Alguns dels elements arquitectònics del complex estan inclosos a l'Inventari del Patrimoni Arquitectònic de Catalunya.

## Elements protegits
Els elements protegits dins del recinte de l'antiga fàbrica Roca Umbert són els següents:

### Central tèrmica
La tèrmica de Roca Umbert és un edifici de dos cossos diferenciats i comunicats entre si, d'una alçada de prop de 20 metres.
La nau de l'extrem, només té una sola planta de 257 m2, té una estructura de pilastres de maó, tancaments de maó arrebossat i finestrals de fusteria metàl·lica. La coberta és una encavallada metàl·lica amb acabat de fibrociment. A l'interior hi ha dues grans calderes de vapor que al llarg del temps van funcionar amb diferents tipus d'energia: carbó, fuel-oil i gas natural. Des d'aquí se subministrava energia a totes les naus de les fàbriques. A l'exterior destaquen les dues xemeneies de les calderes adossades a banda i banda de la nau.
La nau adossada té planta baixa i pis, amb una superfície total de 348 m². L'estructura és de pilastres de maó, els finestrals són de fusteria metàl·lica. La coberta és una encavallada metàl·lica amb acabat de teula àrab. A dins hi ha la turbina de generació elèctrica.
Es conserven tots els elements que conformaven el procés i circuit de producció d'energia elèctrica.

### Torre de refrigeració
La torre de refrigeració es troba a la part posterior de la nau que ocupa la tèrmica. És de forma cilíndrica d'uns 12 metres d'alçada i 8 metres de diàmetre. Recollia el vapor de la turbina que era refrescat i retornat en forma d'aigua al dipòsit de la caldera per tornar-la aprofitar. Es tracta d'una instal·lació poc corrent que no s'ha conservat en la majoria de conjunts tèxtils del nostre país.

### Xemeneia
La xemeneia és incorporada en una de les naus laterals del recinte. És de planta circular, feta de maó vist i té una alçada d'uns 40 metres. És un dels elements més característics de la fàbrica.